# Andijon-Talsperre
Die Andijon-Talsperre liegt am Flusslauf des Qoradaryo (Kara-Daryja) an der Grenze zwischen Usbekistan und Kirgisistan.
Die Talsperre liegt oberhalb der Stadt Xonobod. Sie wurde 1978 fertiggestellt. Ihr Speichervolumen beträgt 1750 Millionen m³. Der Staudamm befindet sich am Westufer des Stausees. In das östliche Ufer des Stausees mündet die Kara-Daryja. Wenige Kilometer weiter flussaufwärts befindet sich die Stadt Ösgön. Der Stausee besitzt eine große nördliche Bucht, in welche der Jassy mündet, sowie über eine große südliche Bucht, in welche der Kurschab fließt. Die Talsperre dient hauptsächlich als Wasserspeicher für die Bewässerung der abstrom gelegenen landwirtschaftlich genutzten Flächen. Unterhalb des Staudamms zweigt der Shahrixonsoy nach Süden ab, während das restliche Wasser im Flussbett des Qoradaryo nach Westen fließt.